# Alberto Giustolisi
Alberto Mario Giustolisi (Roma, 17 de març de 1928 - Genzano di Roma, 27 de febrer de 1990, fou un jugador d'escacs italià, que ostentà el títol de Mestre Internacional des de 1962. Va ser un dels més destacats escaquistes italians dels anys 1950 i 1960s, quatre cops campió d'Itàlia

## Resultats destacats en competició
Giustolisi va quanyar quatre Campionats d'Itàlia: a Ferrara el 1952 ex aequo amb Vincenzo Castaldi i Federico Norcia, a San Benedetto del Tronto el 1961, a Napoli el 1964 i a Rovigo el 1966. Jugador d'estil agressiu i brillant, va guanyar també nombrosos premis de bellesa en torneigs.
El 1950 fou tercer al torneig de Lucerna rere Euwe i Pilnik. El torneig de Madrid de 1951 va obtenir el premi de bellesa per la seva partida contra Artur Pomar. Al torneig Zonal de Dublín del 1957 va estar a punt de classificar-se per a l'Interzonal, però no ho aconseguí per un descuit (no es presentà a la continuació d'una partida ajornada en què hi tenia posició guanyadora); hi va obtenir, però, el premi de bellesa per la seva partida contra Walther.
El 1961-1962 va guanyar el fort Torneo di Capodanno di Reggio Emilia, per davant de dos Grans Mestres. També va guanyar molts campionats de Roma, i per equips, amb l'Accademia Romana Scacchi va vèncer en el campionat d'Itàlia per equips del 1959. Amb l'equip Dipendenti Comunali va guanyar el campionat per equips del 1962 a Lerici i del 1963 a Imperia.

### Participació en olimpíades
Giustolisi va participar, representant Itàlia, en dues Olimpíades d'escacs, a Dubrovnik 1950 i a Lugano 1968.

## Partides notables
- Max Euwe - Alberto Giustolisi (Venècia, 1948) Defensa Nimzo-Índia

1.d4 Cf6 2.c4 e6 3.Cc3 Ab4 4.Dc2 Cc6 5.Cf3 d6 6.Ad2 O-O 7.a3 Axc3 8.Axc3 De7 9.b4 e5 10.dxe5 Cxe5 11.e3 Ad7 12.Ae2 Tfe8 13.O-O Cxf3+ 14.Axf3 Ce4 15.Ab2 Af5 16.Tad1 De6 17.De2 a5 18.b5 c6 19.Td4 Ted8 20.Tfd1 Td7 21.Aa1 f6 22.g4 Ag6 23.Ag2 d5 24.f4 Ae8 25.cxd5 cxd5 26.f5 Df7 27.Dc2 Tad8 28.a4 De7 29.Axe4 dxe4 30.Txd7 Txd7 31.Txd7 Dxd7 32.Ad4 h5 33.Dxe4 hxg4 34.Dxg4 De7 35.h4 Db4 36.h5 De1+ 37.Rg2 Af7 38.Df3 Dh4 39.Dxb7 Dg4+ 40.Rf2 Dxf5+ 41.Df3 Dxf3+ 42.Rxf3 Ab3 43.b6 Axa4 44.Re4 Ac6+ 45.Rd3 Rh7 1/2 
- Alberto Giustolisi - Edgar Walther (Dublín, 1957) - Defensa índia de dama Premi de bellesa.

1. c4 Cf6 2. Cc3 c5 3. Cf3 g6 4. d4 Ag7 5. e4 0-0 6. Ae2 d6 7. 0-0 Ca6 8. h3 cxd4 9. Cxd4 Ad7 10. Ae3 Cc5 11. Dc2 a6 12. Tad1 Db8 13. f4 Tc8 14. e5 Ce8 15. Cd5 Td8 
16. Cxe7+ Rh8 17. Cf3 Ce6 18. f5! gxf5 19. Dxf5 Cd4 20. Cg5 1-0